# Dutse
Dutse és una ciutat de Nigèria, capital de l'estat de Jigawa, i també de l'emirat tradicional de Dutse. Amb els seus 153.000 habitants és la ciutat més gran de Jigawa per davant de Hadejia (111.000) i Gumel (43.000)
Hi ha una Universitat Federal (oberta el novembre de 2011) i un col·legi de Negocis de la Politècnica de l'Estat.